# Ligne 3 du tramway de Dijon
 (septembre 2030).

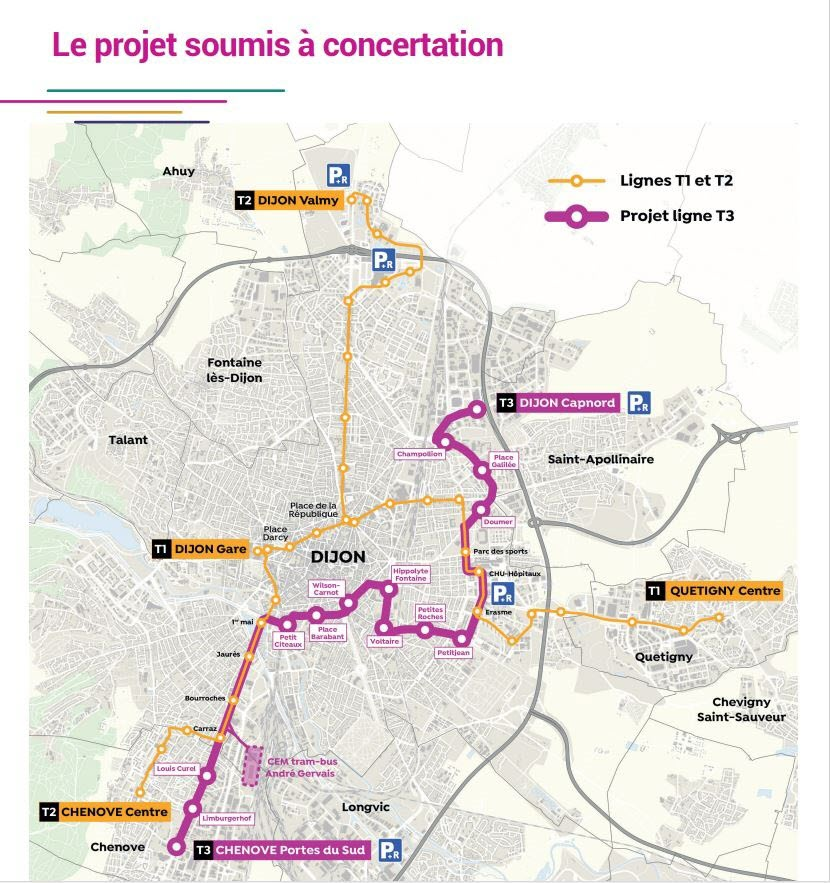
Carte du tracé itinial de la ligne T3

La ligne 3 du tramway de Dijon est une ligne de tramway en projet dans la Côte-d'Or, en France. La troisième ligne du tramway de Dijon devrait relier Dijon Capnord à Chenôve Portes du Sud en 10 à 11 kilomètres, dont un tiers par des voies déjà existantes qu'empruntent la ligne 1 à l'est et la ligne 2 au sud. Le coût prévisionnel est estimé inférieur à 200 millions d'euros, matériel roulant compris. La mise en service est annoncée pour septembre 2030.

## Historique
Le projet de troisième ligne de tramway a été dévoilé le 21 mars 2025.